# Институт радиовещательного приёма и акустики им. А. С. Попова

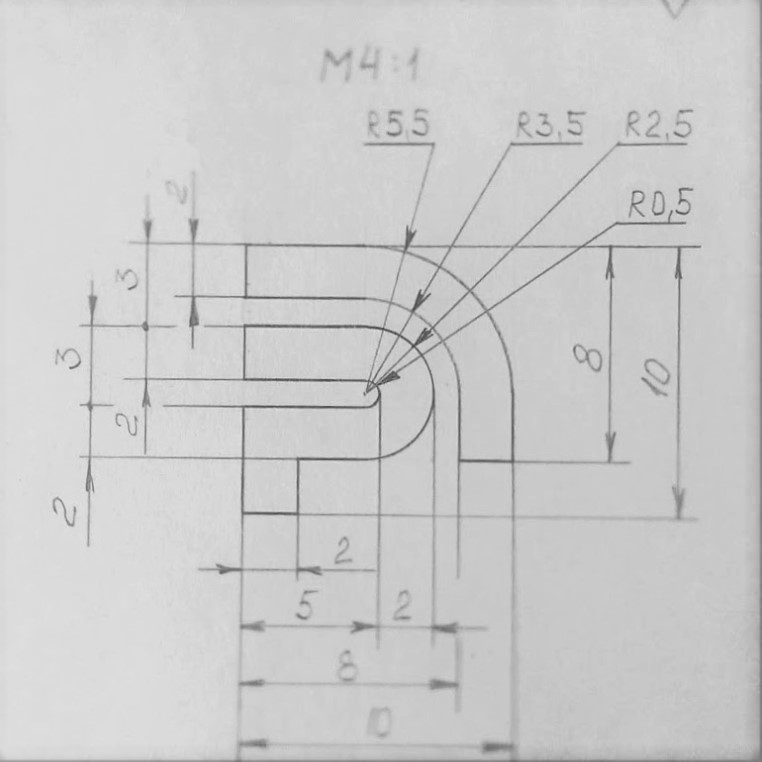
Логотип ВНИИРПА последних лет. Фотография с чертежа

Институт радиовещательного приёма и акустики им. А. С. Попова (ИРПА им. А. С. Попова) — бывший советский и российский научно-исследовательский институт (НИИ) в Санкт-Петербурге. Разрабатывал радиовещательную приёмную аппаратуру, бытовую радиоэлектронную и акустическую аппаратура (БРЭА), микрофонную технику.
Назван в честь А. С. Попова.
Находился на Каменном острове в Ленинграде (Санкт-Петербурге).

## История
Предшественник — Центральная радиолаборатория (ЦРЛ), организованная в Петрограде в ноябре 1923 года в составе радиоотдела Государственного треста заводов слабого тока. Коллектив лаборатории занимался многопрофильными исследованиями в широком спектре направлений: высокочастотных промышленных технологий, радиотехники, элетровакуумных приборов, телевидения, инфракрасной техники, гидроакустики, измерительной аппаратуры и т. д.
В 1936 г. переименована, приказом Народного комиссариата тяжелой промышленности от 03.09.1936, в Научно-исследовательский институт радиовещательного приёма и акустики. Институт работал до 1942 года, занимаясь разработкой радиоаппаратуры для нужд армии.
Приказом Министра электропромышленности СССР № 190 от 24 апреля 1946 года деятельность Института была восстановлена.
1953 — на НИИ РПА возложена ответственность за развитие техники в области радиовещательной приёмной аппаратуры.
В период 1949—1961 гг. при Институте был организован Опытный завод для изготовления опытных образцов и серийного выпуска сложной звукоусилительной и студийной техники.
1959 — НИИ РПА присвоено имя А. С. Попова (ИРПА им. А. С. Попова).
1962 — Институт получил новое название: Всесоюзный научно-исследовательский институт радиовещательного приёма и акустики им. А. С. Попова (ВНИИРПА), с подтверждением статуса Института как головного в отрасли, каковым он и оставался до начала перестроечных времен.
1973 — Институт награждён орденом Трудового Красного Знамени (Всесоюзный ордена Трудового Красного Знамени научно-исследовательский институт радиовещательного приёма и акустики им. А. С. Попова).
Первая звукомерная заглушенная камера (ЗЗК) была оборудована в институте в 1974 году[уточнить]. 
29 августа 1995 года было зарегистрировано новое название: Акционерное общество открытого типа «Институт радиовещательного приема и акустики им. А. С. Попова» (АООТ «ИРПА им. А. С. Попова»).
Название в 1997 году: Открытое акционерное общество «Институт радиовещательного приема и акустики им. А. С. Попова» (ОАО «ИРПА им. А. С. Попова»).
ВНИИРПА им. А. С. Попова состояло из нескольких корпусов, в 1980 году там работало около 2500 человек.
Имелись: 4-этажный главный корпус, акустический корпус, корпус, в который входили экспериментальный цех, хим. лаборатория, диффузорка и столярный цех. Имелся отдельный корпус для проведения испытаний (климатические камеры, надежность и пр.)
В состав ИРПА входил Опытный завод ВНИИРПА (последняя продукция (2007), уже как «Опытное производственное предприятие Звукотехника» — комплект кинотеатра АС «Попов»).
В 2008 году Институт закрыт.
На данный момент исторического здания ВНИИРПА уже нет, на месте института построены коттеджи. 
Бюст А. С. Попова, стоявший перед главным корпусом ВНИИРПА, теперь находится в Санкт-Петербургском государственном электротехническом университете (ЛЭТИ).
С 2009 года — Институт радиовещательного приема и акустики им. А. С. Попова (ИРПА)[прояснить]. Юридический адрес: набережная реки Крестовки, 3, Санкт-Петербург, Россия.

## Разработки
В 1930-е годах была создана аппаратура для озвучивания Красной площади.
«СВД» («Супергетеродин всеволновый с динамиком») — семейство советских бытовых радиоприёмников, качественно новых для СССР (супергетеродинных) бытовых радиоприемников; разработка 1935 г.
Портативный приёмник «Дорожный» — первый советский промышленный транзисторный приёмник, разработан в 1955 г.
«Фестиваль» — первый советский ламповый радиоприёмник с проводным дистанционным управлением; разрабатывался с 1956 г. совместно с заводом № 794 Министерства авиационной промышленности СССР.
1955 — озвучивание стадиона «Лужники».
Первый прототип радиоприёмника «Космос» (размер чуть больше спичечной коробки), выпущенный в 1962 году и радиоприёмник «Спорт» (1966)
1967 — комплекс звукового оборудования для телецентра «Останкино».
1973 — первый советский переносной всеволновый радиоприемник высшего класса «Ленинград-002»
1980 — оборудование для озвучивания объектов Олимпийских игр в Москве.

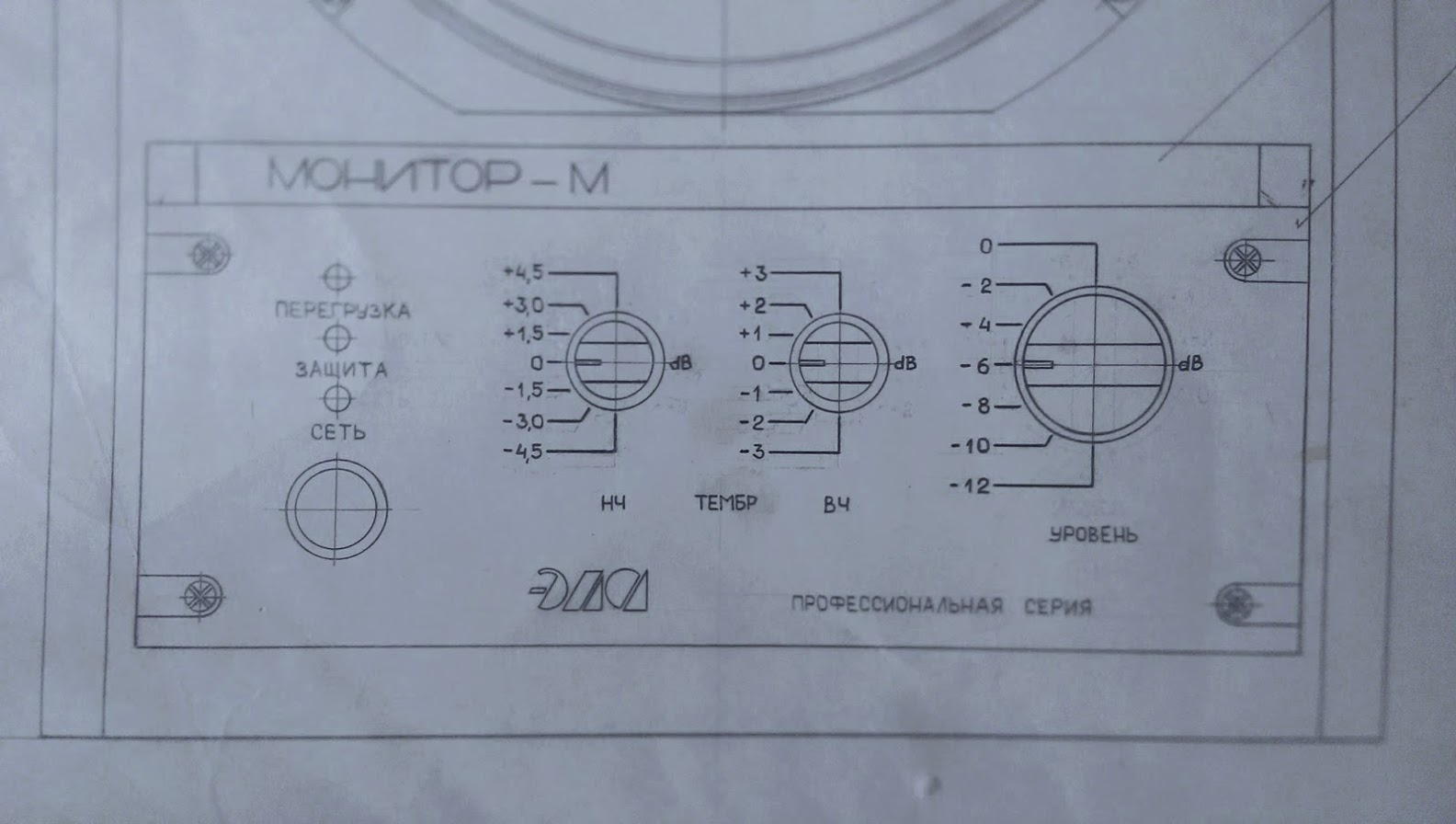
Передняя панель АКМ-3 (Агрегат контрольный малый) разрабатываемый в НИИРПА в 1992 году

1994 — оборудование для озвучивания объектов Игр доброй воли.
Известные АС разработки ВНИИРПА:
- 75 АСП-101
- 75 АС-001 «Корвет»
- 150 АС-001 «Корвет»
- 100 АС-001 «Пассат»
- 100 АС-101 «Орбита»
- 100 АСК-103 «Протей»
- 150 АС-001 «Электроника» (с излучателелем Хейла в ВЧ/СЧ звене)[3]
- «Русь» (сотовые диффузоры динамиков; выпущены микротиражом)[4]

## Известные сотрудники
- И. А. Алдошина — крупный специалист по акустике и аудиотехнологиям; член Координационного научного совета по акустике РАН, почётный член AES (Audio Engineering Society[англ.], самой авторитетной международной организации в мире звуковой техники и технологий), председатель Санкт-Петербургской секции AES[5][6]; автор многих книг по данной тематике[7][8]; на протяжении многих лет[когда?] была зам. директора по науке и руководителем разработок электроакустической аппаратуры в ВНИИРПА им. А. С. Попова[9].
- А. М. Лихницкий (1936—2013)[10][11] — разработчик и конструктор усилителей «Бриг-001-стерео», «Корвет», «Сталкер»[12] и проигрывателя «Корвет-003»
- Михаил Михайлович Зимнев (1917—2005) — в 1962—1982 гг. директор ВНИИРПА. Лауреат Государственной премии СССР (1982), за разработку комплекса нового (третьего) поколения современной типовой аппаратуры цветного телевидения, промышленное освоение его для оснащения телецентров страны и создание базы для многопрограммного телевизионного вещания из Москвы.
- Семёнов Борис Сергеевич — главный инженер ИРПА